# Tonnemafabriek
Tonnemafabriek is een fabrieksgebouw voor de productie van snoepgoed in Sneek.

## Beschrijving
De snoepgoedfabriek van Tonnema uit 1955 werd gebouwd naar ontwerp van Jo Boer (1895-1971). Kenmerkend voor het gebouw zijn de negen sheddaken. De gevels zijn van gele verblendsteen. De nieuwe fabriek was nodig vanwege het succes van de Rangzuurtjes en de KING pepermunt. In de jaren zestig werd de fabriek uitgebreid.
De Tonnemafabriek en de watertoren van Dokkum (1958) zijn de twee bouwwerken in Friesland uit de periode 1940-1958 die in 2007 door de Rijksdienst voor Archeologie, Cultuurlandschap en Monumenten werden voorgedragen voor erkenning tot rijksmonument. De Tonnemafabriek is medio 2010 als zodanig erkend.

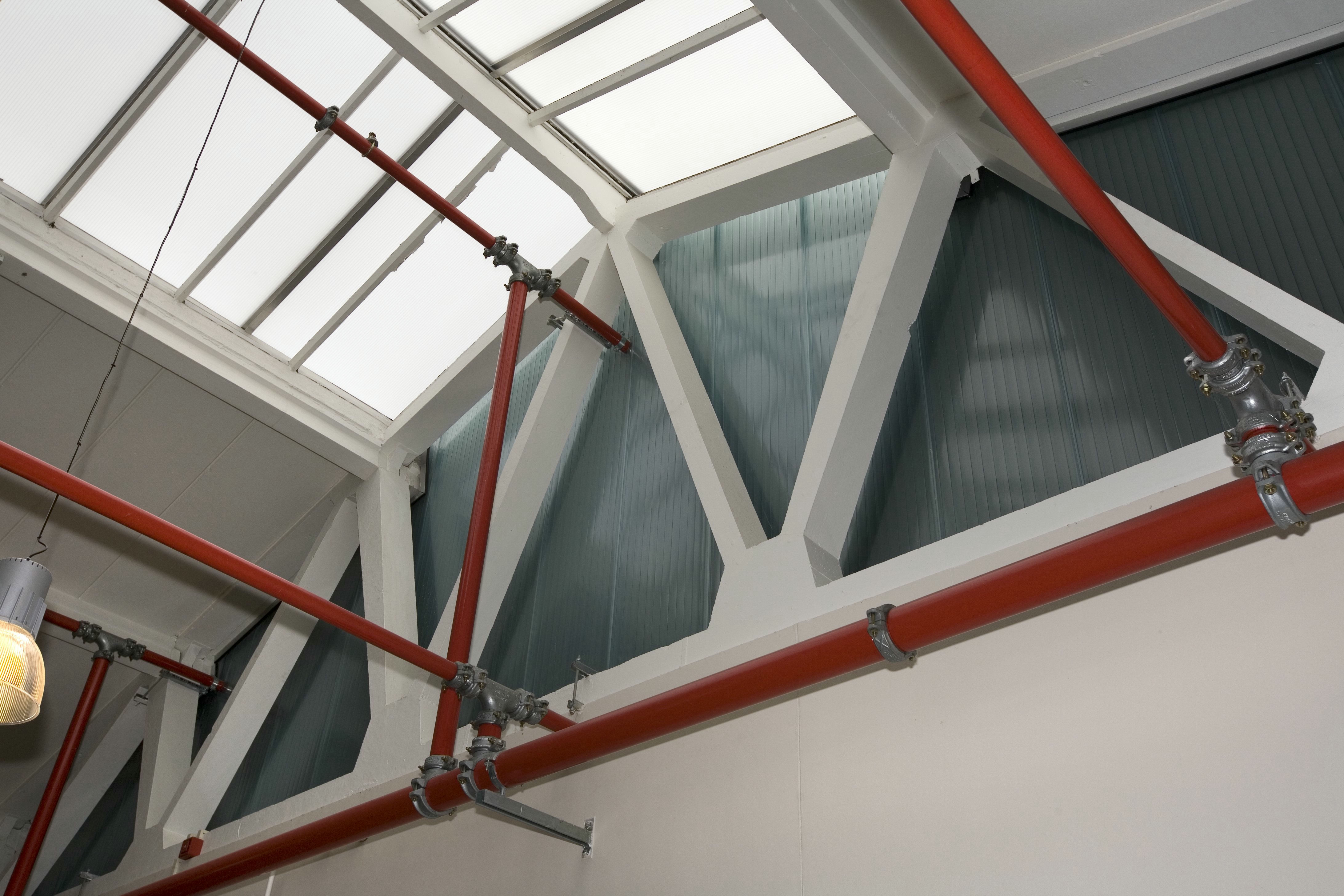
Dakconstructie
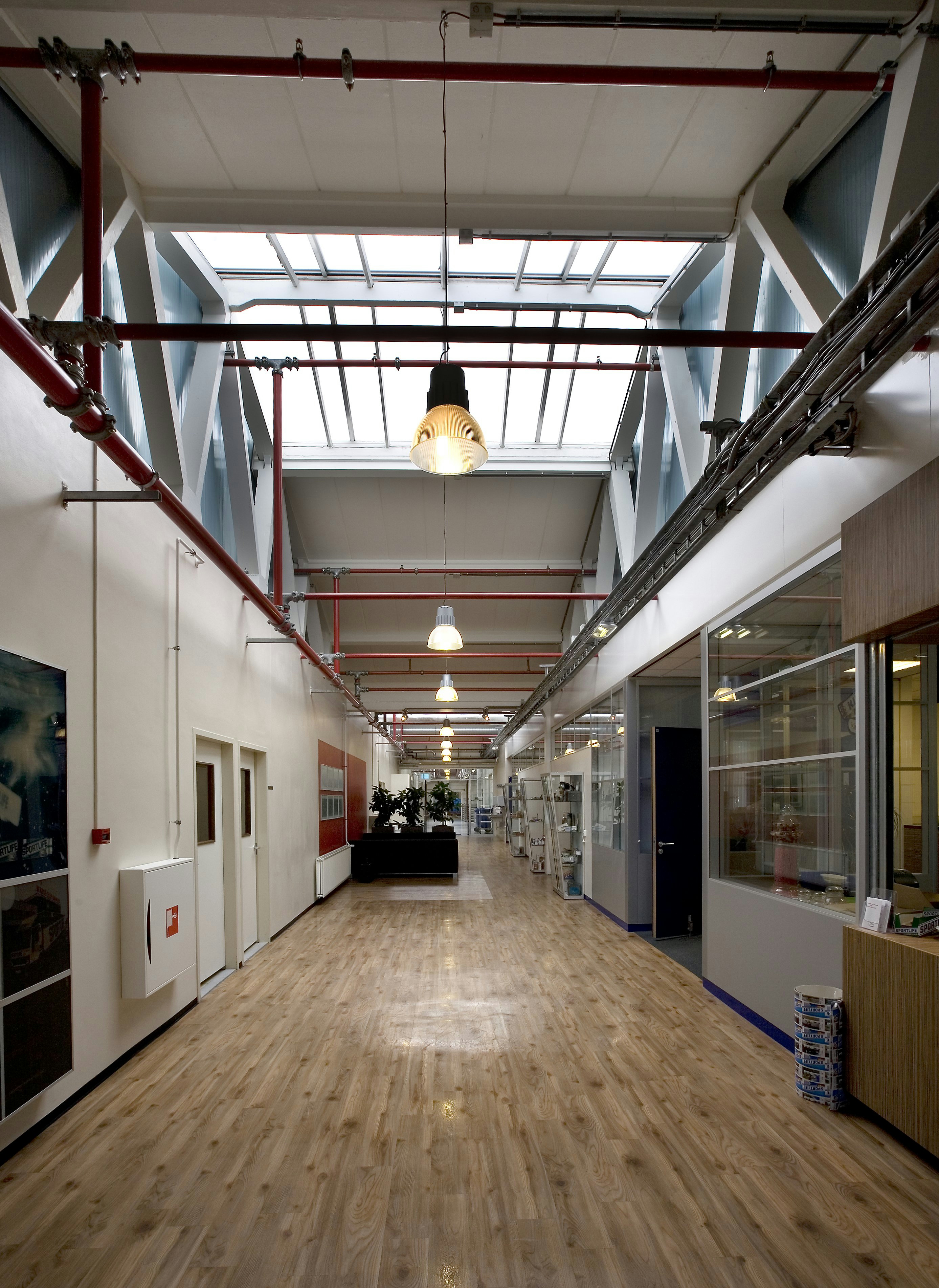
Gang